# TNFRSF19
Il recettore del fattore di necrosi tumorale 19 è una proteina recettoriale che, nell'essere umano, è codificata dal gene TNFRSF19 e fa parte della superfamiglia dei recettori del fattore di necrosi tumorale.
Tale recettore è espresso soprattutto durante lo sviluppo embrionale, nel quale riveste un ruolo essenziale. Interagisce con i membri della famiglia TRAF e attiva il sistema di trasduzione del segnale mediato dalla proteina JNK, inducendo un meccanismo di morte cellulare programmata indipendente dalle caspasi. Ne sono state descritte diverse isoforme.